# Traktat w Valençay
Traktat w Valençay – traktat pokojowy podpisany 11 grudnia 1813 we francuskiej miejscowości Valençay przez cesarza Napoleona Bonaparte jako konsekwencja porażki w wojnie na Półwyspie Iberyjskim. Dokument został przygotowany 8 grudnia przez Antoine’a René Mathurina i José Miguela de Carvajal y Manrique, reprezentujących hiszpańską koronę i francuskie imperium. Napoleon uznał w nim króla Ferdynanda VII za prawowitego władcę Hiszpanii i uwolnił go z niewoli w zamku w Valençay, gdzie przebywał od 1808. Traktat nie wszedł w życie w Hiszpanii, gdyż nie został uznany przez Kortezy i Radę Regencyjną.